# Thanh Đảo
Thanh Đảo (chữ Hán giản thể: 青岛; chữ Hán phồn thể: 青島; bính âm Hán ngữ: Qīngdǎo; phát âm: zh-Qingdao.oggⓘ; nghĩa "Đảo Xanh") là địa cấp thị nằm ở phía đông tỉnh Sơn Đông, trên bán đảo Sơn Đông, Trung Quốc. Diện tích thành phố vào khoảng 10.654 km², dân số xấp xỉ 7,5 triệu người.
Từ thời Tùy Đường trở đi, Thanh Đảo đã trở thành một hải cảng quan trọng của Trung Quốc. Năm 1891 triều đình nhà Thanh đổi tên Thanh Đảo là Giao Áo (膠澳).

## Các đơn vị hành chính
Thành phố phó tỉnh Thanh Đảo có 10 đơn vị cấp huyện, bao gồm 7 quận và 3 thành phố cấp huyện.
| Đơn vị              | Tiếng Trung (giản thể) | Bính âm        | Mã hành chính | Diện tích (km²) | Tỷ lệ đô thị hóa (%) | Dân cư thường trú ('000, 2010) | Mật độ dân số (1/km²) | Thị Nam Thị Bắc Lý Thương Lao Sơn Thành Dương Hoàng Đảo Giao Châu Tức Mặc Bình Độ Lai Tây |
| Quận                | Quận                   | Quận           | Quận          | Quận            | Quận                 | Quận                           | Quận                  | Thị Nam Thị Bắc Lý Thương Lao Sơn Thành Dương Hoàng Đảo Giao Châu Tức Mặc Bình Độ Lai Tây |
| ------------------- | ---------------------- | -------------- | ------------- | --------------- | -------------------- | ------------------------------ | --------------------- | ----------------------------------------------------------------------------------------- |
| Thị Nam (thủ phủ)   | 市南区                 | Shìnán Qū      | 370202        | 30,01           | 100                  | 544,8                          | 18.153,95             | Thị Nam Thị Bắc Lý Thương Lao Sơn Thành Dương Hoàng Đảo Giao Châu Tức Mặc Bình Độ Lai Tây |
| Thị Bắc             | 市北区                 | Shìběi Qū      | 370203        | 63,18           | 100                  | 1.020,7                        | 16.155,43             | Thị Nam Thị Bắc Lý Thương Lao Sơn Thành Dương Hoàng Đảo Giao Châu Tức Mặc Bình Độ Lai Tây |
| Tây Hải Ngạn        | 西海岸新区             | Xīhǎi'àn Xīnqū | 370211        | 2.220,10        | 80                   | 1.392,6                        | 627,27                | Thị Nam Thị Bắc Lý Thương Lao Sơn Thành Dương Hoàng Đảo Giao Châu Tức Mặc Bình Độ Lai Tây |
| Lao Sơn             | 崂山区                 | Láoshān Qū     | 370212        | 389,34          | 80                   | 379,5                          | 974,73                | Thị Nam Thị Bắc Lý Thương Lao Sơn Thành Dương Hoàng Đảo Giao Châu Tức Mặc Bình Độ Lai Tây |
| Lý Thương           | 李沧区                 | Lǐcāng Qū      | 370213        | 95,52           | 100                  | 512,4                          | 5.364,32              | Thị Nam Thị Bắc Lý Thương Lao Sơn Thành Dương Hoàng Đảo Giao Châu Tức Mặc Bình Độ Lai Tây |
| Thành Dương         | 城阳区                 | Chéngyáng Qū   | 370214        | 553,20          | 80                   | 737,2                          | 1.332,61              | Thị Nam Thị Bắc Lý Thương Lao Sơn Thành Dương Hoàng Đảo Giao Châu Tức Mặc Bình Độ Lai Tây |
| Tức Mặc             | 即墨区                 | Jímò Qū        | 370282        | 1.727           | 58,1                 | 1.177,2                        | 681,64                | Thị Nam Thị Bắc Lý Thương Lao Sơn Thành Dương Hoàng Đảo Giao Châu Tức Mặc Bình Độ Lai Tây |
| Thành phố cấp huyện |                        |                |               |                 |                      |                                |                       | Thị Nam Thị Bắc Lý Thương Lao Sơn Thành Dương Hoàng Đảo Giao Châu Tức Mặc Bình Độ Lai Tây |
| Giao Châu           | 胶州市                 | Jiāozhōu Shì   | 370281        | 1.210           | 68,0                 | 843,1                          | 696,78                | Thị Nam Thị Bắc Lý Thương Lao Sơn Thành Dương Hoàng Đảo Giao Châu Tức Mặc Bình Độ Lai Tây |
| Bình Độ             | 平度市                 | Píngdù Shì     | 370283        | 3.166           | 52,8                 | 1.357,4                        | 428,74                | Thị Nam Thị Bắc Lý Thương Lao Sơn Thành Dương Hoàng Đảo Giao Châu Tức Mặc Bình Độ Lai Tây |
| Lai Tây             | 莱西市                 | Láixī Shì      | 370285        | 1.522           | 58,1                 | 750,2                          | 492,90                | Thị Nam Thị Bắc Lý Thương Lao Sơn Thành Dương Hoàng Đảo Giao Châu Tức Mặc Bình Độ Lai Tây |

## Các thành phố kết nghĩa
Thanh Đảo có các thành phố kết nghĩa sau:
- - Wilhelmshaven, Đức
- - Paderborn, Đức
- - Shimonoseki, Nhật Bản (từ ngày 3 tháng 10 năm 1979)
- - Long Beach, Hoa Kỳ (ngày 12 tháng 4 năm 1985)
- - Acapulco, México (ngày 21 tháng 8 năm 1985)
- - Odessa, Ukraina (ngày 29 tháng 4 năm 1993)
- - Taegu, Hàn Quốc (ngày 4 tháng 12 năm 1993)
- - Nes Ziyyona, Israel (ngày 2 tháng 12 năm 1997)
- - Velsen, Hà Lan (ngày 9 tháng 12 năm 1998)
- - Southampton, Anh (ngày 27 tháng 12 năm 1998)
- - Puerto Montt, Chile (ngày 17 tháng 8 năm 1999)
- - Montevideo, Uruguay, (ngày 15 tháng 4 năm 2004)
- - Klaipėda, Litva (ngày 30 tháng 5 năm 2004)
- - Bilbao, Tây Ban Nha (ngày 2 tháng 8 năm 2004)
- - Nantes, Pháp (ngày 4 tháng 6 năm 2005)